# Формозов, Александр Александрович
Алекса́ндр Алекса́ндрович Формо́зов (30 декабря 1928, Москва — 31 января 2009, там же) — советский и российский археолог, искусствовед, историограф и мемуарист. Ведущий научный сотрудник Института археологии РАН, член редколлегии журнала «Советская археология».

## Биография
Сын известного зоолога Александра Николаевича Формозова (1899—1973) и его первой жены Любови Николаевны (1903—1990), сестры А. Н. Промптова. Вторым мужем его матери был академик Яншин. Сам А. А. Формозов вспоминал: «От родителей я воспринял идею служения науке и культуре, столь характерную для русской интеллигенции XIX века».
Во время Великой Отечественной войны вместе с матерью, Любовью Николаевной Формозовой (Промптовой), геохимиком, сотрудником Института геологии АН СССР, А. А. Формозов находился в геологической экспедиции в Казахстане, где в 1944 году сделал первые археологические открытия, а в следующем году выступил с их публикацией.
В 1946 году поступил на исторический факультет МГУ, который окончил по кафедре археологии в 1951 году. В университете учился у таких крупных археологов, как А. В. Арциховский, С. В. Киселёв, М. В. Воеводский, Б. Н. Граков.
С конца 1940-х годов работал в археологических экспедициях по всему Советскому Союзу. Уже тогда определились его научные интересы — исследование памятников каменного и бронзового веков.
В 1950-е годы открыл уникальные мустьерские стоянки в Крыму. В 1954 году Формозов получил степень кандидата исторических наук, успешно защитив диссертацию «Локальные варианты культуры эпохи мезолита Европейской части СССР».
В 1957—1964 годах вёл археологические раскопки на Северном Кавказе, в Адыгее, руководя Кубанским отрядом Института археологии АН СССР. Позднее активно исследовал древние наскальные изображения. Итогом масштабных полевых исследований стали имеющие большое научное значение монографии Формозова о первобытном искусстве.
За годы полевых исследований учёный стал одним из наиболее авторитетных специалистов в области археологии первобытности и бронзы. Ему принадлежат многие важные разработки в области теории и методики исследования этих сложнейших периодов.
С 1968 года из-за болезни матери Формозов вынужден был прекратить полевую работу. С этого момента главной темой его исследований стала историография российской археологии, а шире — история изучения древностей в связи с развитием науки и культуры в целом. «Очерки по истории русской археологии», первая книга Формозова по данной тематике, были опубликованы ещё в 1961 году.
Работа «Следопыты земли Московской» (1988, переиздана в 2007) является единственным очерком истории археологических исследований в Подмосковье, начиная с 1820-х и до 1940-х годов. В ней увлекательно описаны пути научного поиска, становление методики исследований, судьбы учёных, занимавшихся археологией Московского региона.
Последние работы Формозова (включая автобиографические «Записки русского археолога») были посвящены истории советской археологии. В них не только впервые были показаны те уродливые условия, в которых развивалась археология в советский период, но и содержалась жестокая критика негативных явлений в науке, зародившихся ранее и существующих поныне. Эти работы, несмотря на обилие впервые вводимых в оборот фактов, вызвали неоднозначную реакцию в профессиональном сообществе. 
В 1979 году женился на антиковеде Марианне Трофимовой (1926—2016). Похоронен вместе с женой на московском Армянском кладбище.

### Дискуссия вокруг последних книг Формозова
Поздние работы Формозова о советской археологии вызвали резкие оценки ряда крупных археологов (включая академика В. И. Молодина и члена-корреспондента РАН Е. Н. Черных), которые упрекали автора в субъективности и предвзятости оценок. По словам Льва Клейна Формозов  «восстановил против себя многих коллег, борясь за принципы морали и ответственности в археологии и вообще в науке».
Сторонники Формозова ставят ему в заслугу то, что он смело указывал на болезни и пороки археологической науки, стремился освободить от них знание, очистить атмосферу, как в научном сообществе, так и в обществе в целом. В работе «Человек и наука» (2005), ставшей своеобразным завещанием учёного, Александр Александрович писал: «Если я к чему-то призываю, то не к борьбе, а к трезвому взгляду на жизнь, к постоянному контролю над низменными сторонами человеческой натуры. Для каждого исследователя обязателен жёсткий самоконтроль. Ошибся — признайся в этом. Не стремись захватить столько, сколько не в состоянии переварить».

## Труды

### Книги
- Пещерная стоянка Староселье и её место в палеолите. — М.: Изд-во АН СССР, 1958. — 124 с.
- Этнокультурные области на территории Европейской части СССР в каменном веке. — М.: Изд-во АН СССР, 1959. — 124 с.
- Очерки по истории русской археологии. — М.: Изд-во АН СССР, 1961. — 126 с.
- Каменный век и энеолит Прикубанья. — М.: Наука, 1965. — 160 с.
- Памятники первобытного искусства на территории СССР / отв. ред. А. Л. Монгайт. — М.: Наука, 1966. — 128 с. — (Научно-популярная серия). — 20 000 экз. (обл.)
- Очерки по первобытному искусству: Наскальные изображения и каменные изваяния эпохи камня и бронзы на территории СССР. — М.: Наука, 1969. — 254 с.
- Археологические путешествия / отв. ред. Д. Б. Шелов. — М.: Наука, 1974. — 120 с. — (Научно-популярная серия). — 73 000 экз. (обл.)
- Проблемы этнокультурной истории каменного века на территории Европейской части СССР. — М.: Наука, 1977. — 144 с. — 1800 экз. (обл.)
- Пушкин и древности: Наблюдения археолога / отв. ред. Л. В. Алексеев. — М.: Наука, 1979. — 120, [16] с. — 36 500 экз. (обл.)
- Александр Николаевич Формозов (1899—1973) / отв. ред. А. А. Насимович. — М.: Наука, 1980. — 152, [1] с. — (Научно-биографическая литература). — 20 000 экз. (обл.)
- Памятники первобытного искусства на территории СССР / отв. ред. Н. Я. Мерперт. — Изд. 2-е, дополн. и перераб. — М.: Наука, 1980. — 136 с. — (Страницы истории нашей Родины). — 61 800 экз. (обл.)
- Начало изучения каменного века в России: первые книги / отв. ред. Н. Я. Мерперт. — М.: Наука, 1983. — 128 с. — 5950 экз. (обл.)
- Историк Москвы И. Е. Забелин / рец. С. О. Шмидт. — М.: Московский рабочий, 1984. — 240, [8] с. — 50 000 экз. (обл.) (изд. 2-е — 2001)
- Страницы истории русской археологии / отв. ред. В. В. Кропоткин. — М.: Наука, 1986. — 240 с. — 9600 экз. (в пер.)
- Наскальные изображения и их изучение. — М.: Наука, 1987. — 108 с.
- И. Е. Забелин. Библиографический указатель. — М., 1988.
- Следопыты земли московской. — М.: Московский рабочий, 1988. — 144, [16] с. — 15 000 экз. — ISBN 5-239-00047-6. (обл.) (изд. 2-е — 2007)
- Русское общество и охрана памятников культуры / Центр. совет Всерос. о-ва охраны памятников истории и культуры; Худож. С. Харламов; Гравюра на обл. О. Коняшина. — 2-е изд., доп. — М.: Советская Россия, 1990. — 112 с. — 40 000 экз.
- Классики русской литературы и историческая наука. — М.: Радикс, 1995. — 160 с. — 1000 экз. — ISBN 5-86463-046-0. (обл.) (Посвящение: Памяти моей матери Любови Николаевны Формозовой)
- Русские археологи до и после революции. — М., 1995.
- Пушкин и древности: Наблюдения археолога. — [Изд. 2-е]. — М.: Языки русской культуры, 2000. — 144 с. — (Studia historica. Series minor). — ISBN 5-7859-0114-5. (обл.)
- Древнейшие этапы истории Европейской России / отв. ред. д-р ист. наук Н. Я. Мерперт; Рецензенты: к. и. н. И. С. Каменецкий, к. и. н. Ю. А. Смирнов; Институт археологии РАН. — М.: Наука, 2003. — 160 с. — (Научно-популярная литература). — 610 экз. — ISBN 5-02-009839-6. (обл.)
- Рассказы об учёных. — Курск: КГМУ, 2004. — 124 с. (изд. 2-е, 2006)
- Историография русской археологии на рубеже XX—XXI веков (обзор книг, вышедших в 1997—2003 гг.) — Курск, 2004.
- Русские археологи в период тоталитаризма: Историографические очерки. — М.: Знак, 2004. — 320 с. — (Studia historica). — ISBN 5-94457-192-6. (в пер.)
- Человек и наука: Из записей археолога. — М.: Знак, 2005. — 224 с. — (Studia historica. Series minor). — 1000 экз. — ISBN 5-9551-0059-8. (в пер.)
- Русские археологи в период тоталитаризма: Историографические очерки. — Изд. 2-е, дополн. — М.: Знак, 2006. — 344 с. — 1000 экз. — ISBN 5-9551-0143-8. (в пер.)
- Александр Николаевич Формозов: Жизнь русского натуралиста. — М.: Тов-во науч. изд., 2006. — 208 с. — 1000 экз. — ISBN 978-5-87317-331-0. (обл.)
- Статьи разных лет / сост. С. П. Щавелёв. — Курск: ГОУ ВПО КГМУ Росздрава, 2008. — 132 с. — ISBN 978-5-7487-1265-1.
- Рассказы об учёных. — 2-е изд., стереотип. — М.: Флинта, 2011. — 121 с. — ISBN 978-5-9765-1151-4.
- Записки русского археолога (1940—1970-е годы) / подгот. к изд. М. К. Трофимовой. — М.: Гриф и К, 2011. — 292, [18] с. — 500 экз. — ISBN 978-5-8125-1616-1. (в пер.)
- Классики русской литературы и историческая наука / подгот. к изд. М. К. Трофимовой. — [Изд. 2-е]. — М.: Гриф и К, 2012. — 272 с. — 500 экз. — ISBN 978-5-8125-1786-1. (в пер.) (Книга, согласно завещанию автора, печатается по рукописи. В отличие от первого издания 1995 года, выполненного по сокращённому варианту, в новом издании представлен полный вариант основного текста, примечаний, библиографии, а также сделанные автором после 1995 года многочисленные дополнения).

### Статьи
- Сосуды срубной культуры с загадочными знаками // Вестник древней истории, 1953. — № 1. — С. 193—200.
- Исследование погребённой пещеры в Крыму // Природа, 1956. — № 7. — С. 102—104.
- Исследование памятников каменного века Крыма в 1954 г. // Бюллетень комиссии по изучению четвертичного периода, 1957. — № 21. — С. 135—138.
- Пещерная стоянка Староселье и её место в палеолите // Материалы и исследования по археологии СССР, 1958. — № 71.
- Микролитические памятники Азиатской части СССР // Советская археология. 1959. — № 2. — С. 47—59.
- Мустьерская стоянка Кабази в Крыму: первый опыт изучения погребённых пещер в СССР // Советская археология, 1959. — Т. 29—30. — С. 143—158.
- Совместно со Столяр А. Д. Неолитические и энеолитические поселения в Краснодарском крае // Советская археология. 1960. — № 2.
- Археологические исследования пещер в верховьях реки Белой в Краснодарском Крае // Сборник материалов по археологии Адыгеи. — Майкоп: Адыгейское книжное издательство, 1961. — Т. II. — С. 39—72.
- О хозяйстве племён майкопской культуры Прикубанья // Краткие сообщения Института археологии АН СССР, 1962. — Вып. 88.
- Периодизация майкопских поселений // Историко-археологический сборник. — М., 1962.
- Новое о южных связях майкопской культуры // Краткие сообщения Института археологии АН СССР, 1963. — Вып. 93.
- Совместно с Черных Е. Н. Новые поселения майкопской культуры в Прикубанье // Краткие сообщения Института археологии АН СССР. 1964. — Вып. 101.
- Пушкин, Чаадаев и Гульянов // Вопросы истории, 1966. — № 8. — С. 212—214
- О наскальных изображениях эпохи камня и бронзы в Прибайкалье и на Енисее // Советская этнография, 1967. — № 3. — С. 68—82.
- Поселения Адыгеи эпохи раннего металла // Сборник материалов по археологии Адыгеи. — Майкоп: Адыгейское книжное издательство, 1972. — Т. III. — С. 5—29.
- Нальчикский курган // Вопросы истории, 1973. — № 12.
- Археологические ландшафты (главы из книги) // Пути в незнаемое: Писатели рассказывают о науке. Сборник десятый / Редколлегия: Б. Н. Агапов, А. З. Анфиногенов, Г. Б. Башкирова, В. Д. Берестов, Ю. Г. Вебер, Д. С. Данин, Н. Н. Михайлов, Л. Э. Разгон, А. И. Смирнов-Черкезов(†), В. А. Сытин, А. И. Шаров. — М.: Советский писатель, 1973. — С. 339—368. — 480 с. — 50 000 экз. (в пер.)
- К летописи археологических исследований в северном Причерноморье в первой половине XIX века // Советская археология. — 1975. — № 1. — С. 171—175.
- Памяти А. Л. Монгайта // Краткие сообщения Института археологии АН СССР (КСИА), 1976. — Вып. 146. — С. 110—112.
- Археология и архивы (К вопросу об изучении археологической документации) // Археографический ежегодник за 1977 год. — М., 1978. — С. 38—48.
- Дендроглифы и геоглифы // Вопросы истории, 1978. — № 4. — С. 216—218.
- Рец. на кн.: Марковин В. И. Дольмены Западного Кавказа. — М.: Наука, 1978 // Советская археология, 1978. — № 3.
- Пушкин и древности юга России // Пушкин: Исследования и материалы / АН СССР. Ин-т рус. лит. (Пушкинский Дом). — Л.: Наука. Ленингр. отд-ние, 1979. — С. 195—206.
- Строительные жертвы на поселениях и в жилищах эпохи раннего металла // Советская археология. 1984. — № 4. — С. 238.
- Воспоминания И. Е. Забелина о Т. Н. Грановском // Археографический ежегодник за 1983 год. — М., 1985.
- Формозов А. А. (Предисловие к публикации: Зимин А. А. Слово о полку Игореве. Фрагменты книги) // Вопросы истории, 1992. — № 6—7.
- Археология и идеология (20—30-е годы) // Вопросы философии, 1993. — № 2. — С. 70—82.
- А. С. Уваров и его место в истории русской археологии // Уваровские чтения-II. — Муром, 21—23 апреля 1993 г. — М.: ИВФ Антал, 1994. — С. 7—23. — 240 с.
- Эпизоды из жизни историка Забелина // Московский журнал, 1993. — № 11. — С. 59—61.
- О периодизации истории отечественной археологии // Советская археология, 1994. — № 4.
- П. Н. Милюков и археология // Российская археология, 1995. — № 2.
- О книге Л. С. Клейна «Феномен советской археологии» и о самом феномене // Российская археология. — 1995. — № 3. — С. 225—232.
- Русские археологи и политические репрессии // Российская археология, 1998. — № 3. — С. 191—206.
- Академия истории материальной культуры в 1932—1934 гг. // Отечественная культура и историческая мысль XVIII—XX вв. Сб. ст. и материалов.— Брянск: Изд-во Брянского государственного педагогического университета, 1999. — С. 5—32.
- Исторические опыты М. Н. Муравьёва // Историк во времени. Третьи зиминские чтения. — М., 2000.
- Иван Егорович Забелин: Очерк жизни и творчества // Забелин И. Е. Домашний быт русских цариц в XVI—XVII столетиях. — М., 2001.
- Заметки археолога к романам Юрия Домбровского // Девятые Тыняновские чтения: Исследования. Материалы. (Тыняновские Сборники. Вып. 11.). — М., О. Г. И., 2002. — 985 с. — С. 497—507. — ISBN 5-94282-117-8.
- О Петре Петровиче Ефименко (материалы к биографии) // Очерки истории отечественной археологии. Вып. III. — М.: Наука, 2002. — С. 73—126. — ISBN 5-02-008761-0.
- Роль Н. Н. Воронина в защите памятников культуры России // Российская археология, 2004. — № 2. — С. 173—180.
- Русская археология на грани XX—XXI веков // Статьи разных лет.

### Сборники статей, посвященные А. А. Формозову
Сборники работ коллег, посвященные А. А. Формозову, выходили в 1994, 2004 и 2010 годах:
- Невский археолого-историографический сборник: к 75-летию кандидата исторических наук А. А. Формозова / отв. ред. А. Д. Столяр. — СПб.: Изд-во СПбГУ, 2003. — 460 с.
- Проблемы первобытной археологии Евразии. К 75-летию А. А. Формозова / ред. и сост. В. И. Гуляев, С. В. Кузьминых. — М.: ИА РАН, 2004. — 259 с.
- Человек и древности. Памяти Александра Александровича Формозова 1928— 2009 / ред. И. С. Каменецкий, А. Н. Сорокин; сост. М. В. Андреева, С. В. Кузьминых, Т. Н. Мишина. — М.: Гриф и К, 2010. — 918 с.